# Задний кожный нерв бедра
Задний кожный нерв бедра (лат. Nervus cutaneus femoris posterior) — нерв крестцового сплетения.
Вначале прилежит к нижнему ягодичному нерву или идёт с ним общим стволом; выходит из полости таза через щель под грушевидной мышцей медиальнее седалищного нерва и ложится под большую ягодичную мышцу, располагаясь почти посередине между седалищным бугром и большим вертелом бедра, спускается на заднюю поверхность бедра. Здесь он располагается тотчас под широкой фасцией соответственно борозде между полусухожильной и двуглавой мышцами бедра; направляясь вниз отдаёт несколько ветвей, которые отходят от основного ствола и прободают фасцию. Они разветвляются в коже задней и медиальной поверхностей бедра, достигая области подколенной ямки.
Ветви заднего кожного нерва бедра:
1. Нижние нервы ягодиц (лат. Nervi clunium inferiores) — отойдя от основного ствола 2—3 ветвями, огибают или прободают нижний край большой ягодичной мышцы, направляются вверх и разветвляются в коже ягодичной области[1];
2. Промежностные ветви (лат. Rami perineales) — всего 1—2, иногда больше, — тонкие нервы, отходят от основного ствола, направляются вниз и, огибая седалищный бугор, следуют кпереди, разветвляясь в коже медиальной поверхности мошонки у мужчин, или больших половых губ у женщин. Эти ветви соединяются с одноимёнными ветвями полового нерва[1].